# Kilbarchan
Kilbarchan är en ort i Storbritannien.   Den ligger i kommunen Renfrewshire och riksdelen Skottland, i den nordvästra delen av landet, 600 km nordväst om huvudstaden London. Kilbarchan ligger 54 meter över havet och antalet invånare är 3 560.
Terrängen runt Kilbarchan är platt åt nordost, men åt sydväst är den kuperad. Runt Kilbarchan är det ganska tätbefolkat, med 54 invånare per kvadratkilometer. Närmaste större samhälle är Glasgow, 18,7 km öster om Kilbarchan. Trakten runt Kilbarchan består i huvudsak av gräsmarker.